# Fenix-Deceuninck Development Team
Das Fenix-Deceuninck Development Team ist ein belgisches Radsportteam im Frauenradsport mit Sitz in Herentals.

## Organisation und Geschichte
Das Team wurde zur Saison 2023 als Development Team des UCI Women’s WorldTeams Fenix-Deceuninck ins Leben gerufen und ist als UCI Women’s Continental Team lizenziert. Neben Nachwuchsfahrerinnen sind im Team auch Fahrerinnen aus dem UCI Cyclo-Cross Team und UCI MTB Team registriert, die gelegentlich an Straßenrennen teilnehmen. 
Den ersten internationalen Sieg des Teams erzielte in der Saison 2024 Fien Van Eynde mit dem Gewinn der Erstaustragung des Grote Prijs Beveren.

## Saison 2025
Mannschaft
| Teamkader 2025           | Teamkader 2025    | Teamkader 2025 | Teamkader 2025                         |
| Name                     | Geburtsdatum      | Land           | Vorheriges Team                        |
| ------------------------ | ----------------- | -------------- | -------------------------------------- |
| Manon Bakker             | 15. Juli 1999     | Niederlande    | Plantur-Pura (2022)                    |
| Olha Kulynytsch          | 1. Februar 2000   | Ukraine        | Duolar-Chevalmeire (2023)              |
| Puck Langenbarg          | 26. April 2006    | Niederlande    |                                        |
| Marion Norbert-Riberolle | 7. Januar 1999    | Belgien        | Plantur-Pura (2022)                    |
| Fien Van Eynde           | 8. September 1998 | Belgien        | IBCT (2022)                            |
| Xaydée Van Sinaey        | 16. Mai 2005      | Belgien        | Team Rytger powered by Carl Ras (2023) |
| Anna Vanderaerden        | 10. November 2005 | Belgien        |                                        |
| Sophia Zwaan             | 28. November 2003 | Niederlande    | UAE Development Team (2024)            |
|                          |                   |                |                                        |
| Quelle: ProCyclingStats  |                   |                |                                        |

 Erfolge
| Siege | Siege  | Siege | Siege  | Siege  | Siege |
| Datum | Rennen | Staat | Klasse | Sieger |       |
| ----- | ------ | ----- | ------ | ------ | ----- |

## Bisherige Saisonerfolge
| Rennserie                 | 2023 | 2024 |
| ------------------------- | ---- | ---- |
| UCI Women’s WorldTour     | -    | -    |
| andere UCI-Rennen         | -    | 1    |
| nationale Meisterschaften | -    | -    |

## Platzierungen in der UCI-Weltrangliste
| UCI Ranking | UCI Ranking | UCI Ranking                      | UCI Ranking |
| Jahr        | Teamwertung | Einzelwertung                    |             |
| ----------- | ----------- | -------------------------------- | ----------- |
| 2023        | 49.         | Aniek van Alphen (225. )         |             |
| 2024        | 45.         | Marion Norbert-Riberolle (302. ) |             |
|             |             |                                  |             |
| Quelle: UCI |             |                                  |             |